# ویالوچنایا
ویالوچنایا (انگلیسی: Veyalochnaya) یک شهرک در شهرستان دیورتیورلینسکی در استان باشقیرستان کشور روسیه است.